# Patinella aztiensis
Patinella aztiensis is een mosdiertjessoort uit de familie van de Lichenoporidae. De wetenschappelijke naam van de soort is voor het eerst geldig gepubliceerd in 1995 door Alvarez.